# 世界原子力協会
世界原子力協会（せかいげんしりょくきょうかい、英語: World Nuclear Association、WNA）は、原子力発電を推進し、原子力産業を支援する世界的な業界団体である。2001年、前身のウラン協会（Uranium Institute、UI）を改組する形で設立。本部の所在地はロンドン。会員数は2013年末現在で177社。電力会社に加え、ウラン鉱山、転換、濃縮、成型加工、プラントメーカー、輸送、使用済み燃料など、原子燃料サイクルに関する全てのパートから成り立っており、世界の原子力発電のうち、85パーセントが会員企業によるものである。WNAは、活動目的として、会員同士を結び付ける役割および一般公衆への原子力技術の理解促進を掲げている。運営資金は、主に会員からの会費で成り立っている。

## 会員
WNAは、原子力の建設・検討が進められている非OECD諸国を中心に、組織を拡大させている。年会費は、WNAが定める基準に従って、原子力に関する企業活動の規模の大きさで決まるが、学術団体や研究・規制機関などの非営利会員については、専用の低価格スキームが適用される。
また、原子力関連団体や第三者機関とも協力関係を築いている。

## 組織
最高意思決定機関は理事会であり、理事は会員企業から選出・任命される。理事会のバランスを保つため、理事は、電力会社、ウラン等供給会社、その他一般の3分野から、それぞれ少なくとも2人以上で構成されることとなっている。事務局のトップである事務局長には、2013年1月、アニエッタ・リーシング元バッテンフォール副社長が就任。

## 規定
原子力の利用や核物質の取り扱い方、情報公開などに関する倫理憲章が設けられている。
この倫理憲章は、第34代米大統領ドワイト・D・アイゼンハワーによる「平和のための核」構想に沿って、原子力関連企業の役割を要約している。

## 活動

### ワーキンググループ
WNAには2013年末現在、12のワーキンググループがあり、そこでは会員企業が集い、先進事例の共有、情報分析、原子力発電の利用拡大に向けた方策の策定等を実施している。多くのグループが、規制の枠組みを設ける国際機関（IAEA・ICRP・OECD/NEA等）から産業界の代表として認知されており、それらの機関へ産業界を代表した提言も行っている。一方で、競争法順守の観点から、マーケットの価格決定に繋がるような議論は避けることとされている。

### 情報発信
WNAのウェブサイトは、原子力に関する幅広い情報や関連する資料が掲載されており、メディアや政府系団体からは、しばしば情報ソースとして活用されている。また、国際会議でのプレゼンテーションやメディアへの寄稿等による情報発信も頻繁に行われている。なお、世界原子力ニュース（World Nuclear News、WNN）は、WNAによって運営されており、世界の原子力に関するニュースを購読登録者に毎日無料で配信している。

### 定例会合
毎年9月にロンドンで開催されるシンポジウム、毎年4月に米原子力エネルギー協会（Nuclear Energy Institute、NEI）と共同開催されるWorld Nuclear Fuel Cycle（WNFC）では、多くの業界関係者が集っている。特にシンポジウムには、業界のリーダークラスやオピニオンリーダー、第三者機関の専門家が出席することで知られている。

### その他
原子力の平和利用に向けた活動として、世界原子力大学（World Nuclear University、WNU）の運営も行っている。WNUは、アイゼンハワー大統領主導による「原子力の平和利用」50周年を記念して、2003年に設立された教育に関するパートナーシップで、「持続可能な発展のためのパートナーシップ」として、国連の持続可能な発展委員会（the UN Commission on Sustainable Development、CSD）から認められている。WNUのプログラムは世界中で実施されており、主に業界での勤務経験がある人を対象に、原子力技術の平和利用への強化を意図したものとなっている。